# OXO
OXO ou Noughts and Crosses é um jogo eletrônico desenvolvido por A S Douglas em 1952 para o computador Electronic Delay Storage Automatic Calculator (EDSAC). Simulava um jogo da velha, sendo um dos primeiros jogos eletrônicos da história.
Douglas programou-o com parte de uma tese sobre a interação humano-computador para a Universidade de Cambridge. O EDSAC foi um dos primeiros computadores com programas armazenados, possuindo uma memória que podia ser lida ou gravada, tendo ainda três pequenas telas de tubo de raio catódico para exibir o estado da memória; Douglas rearranjou uma tela para demonstrar a retratação de outras informações para o usuário, como o estado de um jogo da velha. Depois que o programa cumpriu sua finalidade, foi descartado do hardware original, mas foi reconstruído com sucesso posteriormente.
OXO, junto com um jogo de damas de Christopher Strachey concluído no mesmo período, é um dos primeiros jogos conhecidos que mostram elementos visuais em uma tela eletrônica. Algumas definições o qualificam como o primeiro jogo eletrônico, embora outras o excluam devido à falta de movimentos ou de atualizações gráficas em tempo real.

## História

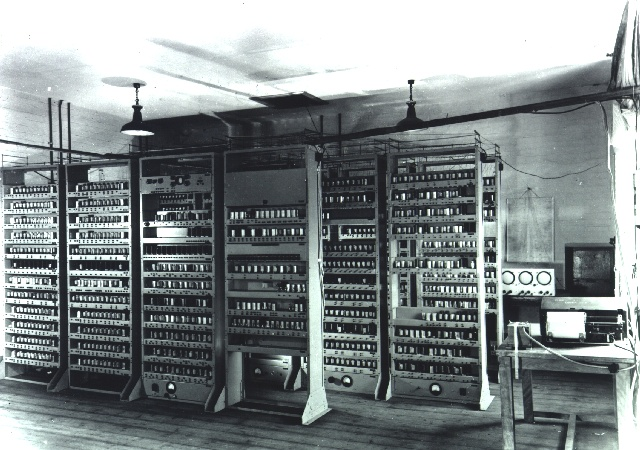
O Electronic Delay Storage Automatic Calculator em 1948.

O computador Electronic Delay Storage Automatic Calculator (EDSAC) foi construído no Laboratório Matemático da Universidade de Cambridge entre 1946 e 6 de maio de 1949, quando executou seu primeiro programa, permanecendo em uso até 11 de julho de 1958. O EDSAC foi um dos primeiros computadores com armazenamento de programas, possuindo uma memória que podia ser lida ou gravada, e ocupava uma sala inteira; incluía três tubos de raio catódicos de matriz de pontos 35 × 16 para mostrar graficamente o estado da memória do coumputador. Como parte de uma tese sobre a interação humano-computador, Alexander S. Douglas, um doutorando em matemática na universidade, usou uma dessas telas para representar outras informações para o usuário; ele escolheu fazer isso mostrando o estado atual de um jogo.
Douglas usou o EDSAC para simular um jogo da velha, mostrando o estado da partida na tela. Como nos primeiros jogos eletrônicos da história, após servir aos propósitos de Douglas, ele foi descartado. Douglas não o deu nenhum nome além de noughts and crosses ("jogo da velha" em inglês); a nomenclatura OXO apareceu primeiramente com o nome de um arquivo de simulação criado pelo historiador computacional Martin Campbell-Kelly enquanto ele criava uma simulação do EDSAC várias décadas depois. Por volta do mesmo período em que OXO foi concluído, Christopher Strachey expandiu um programa de damas que ele programou originalmente em 1951, adaptando-o no Ferranti Mark 1 e que mostrava o estado do jogo em uma tela de tubos de raio catódicos. OXO e o jogo de damas de Strachey foram os primeiros a mostrar elementos visuais em uma tela eletrônica, mas é incerto qual dos dois o fez primeiro. Por funcionar em um dispositivo eletrônico e por ter uma exibição gráfica, OXO é considerado em algumas definições como um dos candidatos a primeiro jogo eletrônico da história, no entanto, em outras é desconsiderado por sua falta de gráficos móveis ou que atualizassem continuamente. Foi ainda considerado o primeiro jogo de estratégia para computador pelo Guinness Book of Records.

## Interação
Cada partida era jogada entre um usuário contra um oponente artificialmente inteligente, que poderia jogar um jogo "perfeito". O jogador fazia seu movimento usando o controle de um telefone de disco, selecionando qual dos nove quadrados no quadro que desejava mover em seguida. O movimento aparecia na tela e a jogada do computador seguia; a exibição do jogo só era atualizada quando seu estado mudava. OXO não estava disponível para o público geral e podia ser jogado apenas no Laboratório Matemático da Universidade de Cambridge com uma permissão especial, já que o EDSAC não podia ser movido, e tanto o computador quanto o jogo eram destinados apenas para fins de pesquisa acadêmica.